# Uwe Naumann (Fußballspieler)
Uwe Naumann (* 1. März 1963) ist ein ehemaliger deutscher Fußballspieler. In der höchsten Spielklasse des DDR-Fußballs, der Oberliga, spielte er für die BSG Wismut Aue.

## Sportliche Laufbahn
Uwe Naumann, der seit 1982 der BSG Wismut Aue angehörte und dort zunächst in der Nachwuchsoberligamannschaft aufgeboten wurde, absolvierte in seiner Karriere in der Oberliga insgesamt zehn Begegnungen. Ein Tor gelang dem 1,88 Meter großen gelernten Koch dabei nicht. Sein Debüt in der ostdeutschen Beletage des DDR-Fußballs gab der Angreifer in der Spielzeit 1983/84. Beim 2:0-Auswärtssieg der Wismut-Elf am 7. Spieltag gegen den 1. FC Magdeburg wirkte er in den letzten fünf Minuten mit. Am 1. Oktober 1983 sicherte er nach seiner Einwechslung – Trainer Hans-Ulrich Thomale hatte ihn in der 85. Minute für Klaus Bittner gebracht – mit seinen Teamkollegen die Führung der Sachsen an der Elbe ab. Es blieb sein einziger Punktspieleinsatz in dieser Saison. Mit der Reserveelf der Auer holte er 1984/85 in der Karl-Marx-Städter Bezirksliga den Meistertitel und sicherte sich in der Aufstiegsrunde einen Startplatz in der zweitklassigen Liga.
In Pflichtspielen für die 1. Mannschaft der Veilchen erzielte er einen Treffer. Bei sechs Einsätzen im Intertoto-Cup, in der DDR-Presse oft weiterhin als IFC bezeichnet worden, im Sommer 1985 konnte er sich beim 4:2-Heimsieg gegen Slavia Prag in die Torschützenliste eintragen. Das Team aus dem Erzgebirge konnte bei der Austragung in diesem Sommer den 1. Platz in der Gruppe 5 erringen. In der darauffolgenden Oberligaspielzeit verzeichnete der Stürmer aber nur vier Einsätze und lief 1985/86 häufiger in der Wismut-Reserve in der Liga auf. Für das Spieljahr 1986/87 tauchte er noch im Erstligaufgebot der Auer auf, aber wurde im Ligabetrieb nicht mehr eingesetzt und so verlor sich in dieser Zeit seine Spur im höherklassigen Fußball für die damals erst 23-jährige Offensivkraft.